# غريس جويل
غريس جويل (بالإنجليزية: Grace Joel)‏ هي رسامة نيوزيلندية، ولدت في 28 مايو 1865 في دنيدن في نيوزيلندا، وتوفيت في 6 مارس 1924 في لندن في المملكة المتحدة.